# زوال عقل بیماری پارکینسون
 زوال عقل بیماری پارکینسون  (به انگلیسی: Parkinson's disease dementia)، به اختصار PDD، نوعی از زوال عقل است که در ارتباط با بیماری پارکینسون (PD) می‌باشد. همانند زوال عقل با اجسام لویی، PDD نیز ناشی از ترشح غیرطبیعی پروتئین و تشکیل اجسام لویی در مغز است.
زوال عقل بیماری پارکینسون به صورت یک اختلال حرکتی شروع می‌شود اما به گونه ای پیشرفت می‌کند که باعث زوال عقل و تغییرات در خلق و خو و رفتار می‌شود. این نشانه‌ها و علائم و مشخصات شناختی PDD تا حدی، مشابه زوال عقل با اجسام لویی است. حدود ۷۸٪ از افراد مبتلا به پارکینسون دچار زوال عقل هستند. از طرفی هذیان در PDD کمتر از بیماری زوال عقل با اجسام لویی بوده و افراد مبتلا به پارکینسون نسبت افراد به افراد مبتلا به زوال عقل به‌طور معمول کمتر دچار توهم بصری می‌شوند. احتمال بروز لرزش نیز در حالت استراحت در پارکینسون بیشتر از زوال عقل با اجسام لویی است.
زوال عقلی در بیماری پارکینسون تنها پس از مرگ و به وسیله کالبدشکافی مغز می‌تواند به صورت قطعی تشخیص داده شود. در سال ۲۰۱۷ معیارهای تشخیصی برای PDD و زوال عقل معرفی شد. این معیارهای تشخیصی برای هر دو شرایط PDD و زوال عقل و اجسام لویی مشابه هستند با این تفاوت که در PDD، زمانی که علائم زوال مشاهده می‌شود فرد مبتلا به بیماری پارکینسون است. زوال عقل بیماری پارکینسون زمانی تشخیص داده می‌شود که بیماری پارکینسون به خوبی تثبیت شده‌است در نتیجه شروع زوال عقل بیش از یک سال پس از شروع علائم پارکینسون ظاهر می‌شود.